# Nikolaus von Laun
Nikolaus von Laun (tschechisch Mikuláš z Loun; lateinisch Nicolaus de Luna; * um 1300 in Laun, Königreich Böhmen; † 26. März 1371 in Regensburg) war Augustinermönch und Provinzial der bayerisch-böhmischen Ordensprovinz. Er war einer der ersten Theologieprofessoren an der 1348 gegründeten Prager Karlsuniversität und von 1362 bis zu seinem Tod 1371 Weihbischof in Regensburg. Zudem verfasste er mehrere lateinische Schriften aus dem Bereich der Homiletik.

## Leben
Nikolaus von Laun trat 1315 dem Orden der Augustiner-Eremiten bei und absolvierte zunächst ein Generalstudium an der ordenseigenen Hochschule bei St. Thomas auf der Prager Kleinseite. Das anschließende Studium an der Universität Paris schloss er mit dem theologischen Doktorgrad ab. Nach der Rückkehr nach Prag wirkte er ab 1334 als Lektor an der Ordenshochschule zu St. Thomas.
In den Jahren 1342, 1344 bis 1354 und 1362 bis 1363 bekleidete er das Amt des Provinzials der bayerischen Ordensprovinz, zu der auch die böhmischen Klöster gehörten. In dieser Position gründete er weitere Klöster, u. a. in Weißwasser in Nordböhmen. Da er sich für die Missionierung im Baltikum einsetzte, erteilte ihm Papst Clemens VI. 1345 die Genehmigung, die baltischen Augustinerklöster seiner Provinz einzugliedern.
Da Nikolaus in gutem Kontakt zum Prager Hof stand, hielt er 1344 die Festrede „De pallio archiepisopi Arnesti“ anlässlich der Überreichung des Palliums an den Prager Erzbischof Ernst von Pardubitz. 1347 wurde ihm als „Eris corona gloriae“ die Festrede aus Anlass der Krönung Karls IV. zum böhmischen König übertragen, die er „Sermo ad clerum pro eleccione regis“ betitelte. Nach der Gründung der Karlsuniversität wurde er als einer der ersten fünf Professoren der Theologischen Fakultät berufen.
1362/63 wurde Nikolaus zum Weihbischof in Regensburg berufen und zugleich zum Titularbischof von Castoria in Griechenland. Von seinen homelitischen Schriften haben sich unter dem Titel „Super Missus es exposicio litteralis“ Teile des Lukas-Evangeliums mit der Darstellung der Kindheit Jesu erhalten. Seine Schriften waren wahrscheinlich für theologisch gebildete Leser bestimmt.